# Giải Mai Vàng 2019
Lễ trao giải Mai vàng lần thứ 25–2019' do báo Người lao động tổ chức đã diễn ra tại Nhà hát Thành phố Hồ Chí Minh vào lúc 20 giờ (UTC+7) ngày 8 tháng 1 năm 2020. Chương trình được dẫn bởi MC Đức Bảo và hoa hậu Phạm Hồng Thuý Vân, và được truyền hình trực tiếp trên kênh VTV9.

## Giải thưởng và đề cử
(Đề cử đoạt giải được in đậm)
| Nam ca sĩ nhạc nhẹ | Nữ ca sĩ nhạc nhẹ |
| --- | --- |
| - Noo Phước Thịnh – "Thương em là điều anh không thể ngờ" - Đen Vâu – "Hai triệu năm" - Phan Mạnh Quỳnh – "Nhạt" - Soobin Hoàng Sơn – "Đã đến lúc" - Sơn Tùng M-TP – "Hãy trao cho anh"                                                     | - Hoàng Thuỳ Linh – "Để Mị nói cho mà nghe" - Min – "Vì yêu cứ đâm đầu" - Mỹ Tâm – "Nơi mình dừng chân" - Vũ Cát Tường – "Có người"                                                           |
| Top 10 nghệ sĩ của năm | Ca khúc |
| \| - Cao Minh Đạt - Đại Nghĩa - Hoàng Thùy Linh - Lâm Vỹ Dạ - Ninh Dương Lan Ngọc \| - Thoại Mỹ - Phi Nhung - Tố My - Noo Phước Thịnh - Võ Minh Lâm \|                                                                                      | - Hoàng Thuỳ Linh – "Để Mị nói cho mà nghe" - Mỹ Tâm – "Anh đợi em được không" - Sơn Tùng M-TP – "Hãy trao cho anh" - Jack & K-ICM – "Sóng gió"                                               |
| Ca sĩ dòng nhạc âm hưởng dân ca và truyền thống cách mạng | Nhóm hát |
| - Tố My – "Thương con chốt sang sông" - Hà Vân – "Thành phố sương mù" - Phi Nhung – "Thanh xuân đợi em" | - P336 – "Chỉ một lần sống" - Ngọt Band – "Cho tôi đi theo" - OPLUS – "Như mưa ngày nào" |
| Nam diễn viên điện ảnh – truyền hình | Nữ diễn viên điện ảnh – truyền hình |
| - Cao Minh Đạt – Tiếng sét trong mưa (vai Khải Duy) - Lãnh Thanh – Thưa mẹ con đi (vai Văn) - Quang Trung – Chị trợ lý của anh (vai Tuấn Mạnh) - Trấn Thành – Cua lại vợ bầu (vai Trọng Thoại) - Võ Điền Gia Huy – Thưa mẹ con đi (vai Ian) | - Ninh Dương Lan Ngọc – Cua lại vợ bầu (vai Nhã Linh) - Bảo Hân – Về nhà đi con (vai Dương) - Ngô Thanh Vân – Hai Phượng (vai Hai Phượng) - Nhật Kim Anh – Tiếng sét trong mưa (vai Thị Bình) |
| Nam diễn viên sân khấu | Nữ diễn viên sân khấu |
| - Võ Minh Lâm – Chuyện tình Khau Vai (vai Cố Sầu) - Hoàng Hải – A Xà Thế (vai Thái tử) - Thái Quốc – Lạc dòng (vai Kính) - Thành Lộc – Mơ giấc tình tình (vai nữ thần My Ly)                                                                | - Thoại Mỹ – Diều ơi (vai Nhớ) - Diệu Nhi – Ngôi nhà ma (vai Nak) - Khả Như – Shipper tình yêu (vai Kim) - Thanh Ngân – Giấc mộng đêm xuân (vai Hai Xuân)                                     |
| Người dẫn chương trình truyền hình | Diễn viên hài |
| - Đại Nghĩa – Giọng ải giọng ai - Lại Văn Sâm – Ký ức vui vẻ - Ngô Kiến Huy – Sàn đấu ca từ - Trấn Thành – Người ấy là ai | - Lâm Vỹ Dạ – Ơn giời cậu đây rồi! - Minh Dự – Chuyện hai chàng - Mạc Văn Khoa – Ơn giời cậu đây rồi! - Puka – Người vô hình - Trường Giang – Ơn giời cậu đây rồi!                            |
| Phim điện ảnh – truyền hình | Video ca nhạc |
| - Về nhà đi con (truyền hình) - Cua lại vợ bầu (điện ảnh) - Tiếng sét trong mưa (truyền hình) | - "Truyền thái y" – Ngô Kiến Huy - "Hãy trao cho anh" – Sơn Tùng M-TP - "Thương em là điều anh không thể ngờ" – Noo Phước Thịnh                                                               |
| Vở diễn sân khấu | Chương trình truyền hình |
| - Chuyện tình Khau Vai (Sân khấu mới Đại Việt) - Bông hồng cài áo (Sân khấu kịch Hoàng Thái Thanh) - Diều ơi (Nhà hát Kịch Sân khấu nhỏ TP.HCM) - Giấc mộng đêm xuân (Nhà hát cải lương Trần Hữu Trang)                                     | - Ký Ức Vui Vẻ (VTV3) - Chạy đi chờ chi (HTV7) - Giọng hát Việt nhí (VTV3) - Hát mãi ước mơ (HTV7)                                                                                            |
| - Cao Minh Đạt - Đại Nghĩa - Hoàng Thùy Linh - Lâm Vỹ Dạ - Ninh Dương Lan Ngọc | - Thoại Mỹ - Phi Nhung - Tố My - Noo Phước Thịnh - Võ Minh Lâm |

## Khách mời trao giải
| Thứ tự | Khách mời                    | Giải thưởng                                               |
| ------ | ---------------------------- | --------------------------------------------------------- |
| 1      | NSND Kim Xuân, NSƯT Hữu Châu | Nam/Nữ diễn viên sân khấu                                 |
| 2      | Tấn Beo, Thuý Nga            | Diễn viên hài                                             |
| 3      | Chi Bảo, Trương Ngọc Ánh     | Nam/Nữ diễn viên điện ảnh – truyền hình                   |
| 4      | Quyền Linh, Quỳnh Hoa        | Người dẫn chương trình truyền hình                        |
| 5      | Nhan Phúc Vinh, Cát Phượng   | Nhóm hát                                                  |
| 6      | Nguyên Vũ                    | Ca sĩ dòng nhạc âm hưởng dân ca và truyền thống cách mạng |
| 7      | Đức Trí, Phương Uyên         | Nam/Nữ ca sĩ nhạc nhẹ                                     |

## Trình diễn đặc biệt
| Thứ tự | Nghệ sĩ                                                     | Màn trình diễn                                         |
| ------ | ----------------------------------------------------------- | ------------------------------------------------------ |
| 1      | Anh Bằng, Ánh Ngọc                                          | "Khát vọng" (Thơ: Đặng Viết Lợi; nhạc: Phạm Minh Tuấn) |
| 2      | NSƯT Kim Tử Long, NSƯT Quế Trân Nguyên Vũ, Uyên Trang, P336 | "Vui đời Nghệ sĩ" (Sáng tác: Văn Phụng)                |
| 3      | Nhà hát giao hưởng Hồ Chí Minh                              | "Mảnh ghép tình yêu"                                   |
| 4      | NSƯT Hữu Quốc, NSƯT Trung Thảo, Tú Uyên                     | "Mỵ Châu - Trọng Thủy" (Trích đoạn phim Song Lang)     |
| 5      | Phạm Thế Vĩ, Anh Bằng, Thanh Minh                           | "Tiến Quân Ca" (Sáng tác: Văn Cao)                     |
| 6      | Nhóm nhạc dân tộc Tinh Tang                                 | "Trống cơm" (Dân ca Bắc Bộ)                            |
| 7      | Noo Phước Thịnh                                             | "Năm qua đã làm gì?" (Sáng tác: Bùi Công Nam)          |
| 8      | P336                                                        | "Ngày mai" (Sáng tác: Lưu Thiên Hương)                 |